# Sul-Mato-Grossense (Mato Grosso do Sul állam) labdarúgó-bajnokság (első osztály)
A Campeonato Sul-Mato-Grossense de Futebol, Mato Grosso do Sul állam labdarúgó bajnoksága. Az állam labdarúgó-szövetsége (FFMS), 1979-ben hozta létre az első rendezvényt, amely azóta töretlen formában zajlik.
A tizenkét csapatot felvonultató bajnokság első körében két hatos csoportra osztják az együtteseket és kétszer mérkőznek egymással. A csoportok két utolsó csapata búcsúzik az első osztálytól és a Série B-ben folytatja a következő évben. 
A csoportok legjobb négy helyezettje jut tovább a második körbe, ahol már egyenes kieséses rendszerben, a fennmaradó nyolc csapat oda-visszavágós alapon játszik - az első helyezettek a negyedikekkel, míg a másodikok az ellentétes csoport harmadik helyezettjeivel mérkőznek - tovább a bajnoki trófeáért.
Az állami bajnokság győztese kvalifikálja magát az országos bajnokság negyedik vonalába, indulhat a Copa do Brasil sorozatában, valamint szerepelhet az Északi- és Közép-Nyugati régió által szervezett Copa Verde kupában is.

## Az eddigi győztesek

### Professzionális időszak
Federação de Futebol de Mato Grosso do Sul (FFMS)
| Év   | Bajnok                              | Második                       |
| ---- | ----------------------------------- | ----------------------------- |
| 1979 | Operário (1) (Campo Grande)         | Comercial (Campo Grande)      |
| 1980 | Operário (2) (Campo Grande)         | Comercial (Campo Grande)      |
| 1981 | Operário (3) (Campo Grande)         | Comercial (Campo Grande)      |
| 1982 | Comercial (1) (Campo Grande)        | Operário (Campo Grande)       |
| 1983 | Operário (4) (Campo Grande)         | Comercial (Campo Grande)      |
| 1984 | Corumbaense (1) (Corumbá)           | Douradense (Dourados)         |
| 1985 | Comercial (2) (Campo Grande)        | Operário (Campo Grande)       |
| 1986 | Operário (5) (Campo Grande)         | Comercial (Campo Grande)      |
| 1987 | Comercial (3) (Campo Grande)        | Operário (Campo Grande)       |
| 1988 | Operário (6) (Campo Grande)         | Ubiratan (Dourados)           |
| 1989 | Operário (7) (Campo Grande)         | Douradense (Dourados)         |
| 1990 | Ubiratan (1) (Dourados)             | SE Naviraiense (Naviraí)      |
| 1991 | Operário (8) (Campo Grande)         | SE Naviraiense (Naviraí)      |
| 1992 | Nova Andradina (1) (Nova Andradina) | Operário (Campo Grande)       |
| 1993 | Comercial (4) (Campo Grande)        | Operário (Campo Grande)       |
| 1994 | Comercial (5) (Campo Grande)        | Pontaporanense (Ponta Porã)   |
| 1995 | Chapadão (1) (Chapadão do Sul)      | Cassilandense (Cassilândia)   |
| 1996 | Operário (9) (Campo Grande)         | Comercial (Campo Grande)      |
| 1997 | Operário (10) (Campo Grande)        | Comercial (Campo Grande)      |
| 1998 | Ubiratan (2) (Dourados)             | Chapadão (Chapadão do Sul)    |
| 1999 | Ubiratan (3) (Dourados)             | Comercial (Campo Grande)      |
| 2000 | Comercial (6) (Campo Grande)        | Ubiratan (Dourados)           |
| 2001 | Comercial (7) (Campo Grande)        | Cassilandense (Cassilândia)   |
| 2002 | Nova Esperança (1) (Campo Grande)   | Comercial (Campo Grande)      |
| 2003 | Chapadão (2) (Chapadão do Sul)      | Nova Esperança (Campo Grande) |
| 2004 | Nova Esperança (2) (Campo Grande)   | Chapadão (Chapadão do Sul)    |
| 2005 | Nova Esperança (3) (Campo Grande)   | Operário (Campo Grande)       |
| 2006 | Coxim (1) (Coxim)                   | Chapadão (Chapadão do Sul)    |
| 2007 | Águia Negra (1) (Rio Brilhante)     | Nova Esperança (Campo Grande) |
| 2008 | Ivinhema (1) (Ivinhema)             | Misto (Três Lagoas)           |
| 2009 | CE Naviraiense (1) (Naviraí)        | Ivinhema (Ivinhema)           |
| 2010 | Comercial (8) (Campo Grande)        | CE Naviraiense (Naviraí)      |
| 2011 | Nova Esperança (4) (Campo Grande)   | Aquidauanense (Aquidauana)    |
| 2012 | Águia Negra (2) (Rio Brilhante)     | CE Naviraiense (Naviraí)      |
| 2013 | Nova Esperança (5) (Campo Grande)   | CE Naviraiense (Naviraí)      |
| 2014 | Nova Esperança (6) (Campo Grande)   | Águia Negra (Rio Brilhante)   |
| 2015 | Comercial (9) (Campo Grande)        | Ivinhema (Ivinhema)           |
| 2016 | Sete de Setembro (1) (Dourados)     | Comercial (Campo Grande)      |
| 2017 | Corumbaense (2) (Corumbá)           | Novoperário (Campo Grande)    |
| 2018 | Operário (11) (Campo Grande)        | Corumbaense (Corumbá)         |

## Legsikeresebb csapatok
| Csapat           | Város           | Bajnok                                                                |
| ---------------- | --------------- | --------------------------------------------------------------------- |
| Operário         | Campo Grande    | 11 (1979, 1980, 1981, 1983, 1986, 1988, 1989, 1991, 1996, 1997, 2018) |
| Comercial        | Campo Grande    | 9 (1982, 1985, 1987, 1993, 1994, 2000, 2001, 2010, 2015)              |
| Nova Esperança   | Campo Grande    | 6 (2002, 2004, 2005, 2011, 2013, 2014)                                |
| Ubiratan         | Dourados        | 3 (1990, 1998, 1999)                                                  |
| Corumbaense      | Corumbá         | 2 (1984, 2017)                                                        |
| Chapadão         | Chapadão do Sul | 2 (1995, 2003)                                                        |
| Águia Negra      | Rio Brilhante   | 2 (2007, 2012)                                                        |
| Sete de Setembro | Dourados        | 1 (2016)                                                              |
| CE Naviraiense   | Naviraí         | 1 (2009)                                                              |
| Ivinhema         | Ivinhema        | 1 (2008)                                                              |
| Coxim            | Coxim           | 1 (2006)                                                              |
| Nova Andradina   | Nova Andradina  | 1 (1992)                                                              |